# جنگ‌های ونیزی–جنوایی
جنگ‌های ونیزی-جنوایی (انگلیسی: Venetian–Genoese wars)، به مجموعه جنگ‌هایی در قرن ۱۳ و ۱۴ میان جنوا و ونیز برای تسلط بر تجارت دریایی مدیترانه که سرانجام بدون نتیجه به پایان رسید.